# Maria Zmierczak
Maria Jadwiga Zmierczak (ur. 28 stycznia 1947 w Nowej Soli) – polska prawniczka, specjalistka w zakresie historii doktryn politycznych i prawnych oraz historii idei, profesor zwyczajny Uniwersytetu im. Adama Mickiewicza w Poznaniu.

## Życiorys
Ukończyła prawo na Wydziale Prawa i Administracji Uniwersytetu im. Adama Mickiewicza w Poznaniu, na którym została zatrudniona w 1969 roku. Z macierzystym wydziałem związana przez całe życie zawodowe jako asystent (1969−1972), starszy asystent (1972−1975), adiunkt (1975−1989), docent (1989), profesor nadzwyczajny (1991−2012). Tytuł naukowy profesora został jej nadany 18 października 2012 roku. W latach 2002−2016 pełniła funkcję kierownika Katedry Historii Doktryn Polityczno-Prawnych i Filozofii Wydziału Prawa i Administracji UAM.
Odbyła następujące staż naukowe na Uniwersytecie w Grenoble (1971−1972), Uniwersytecie Marcina Lutra w Halle i Wittenberdze (1980), Uniwersytecie Kilońskim (1988−1989), Uniwersytecie w Rennes (1995) oraz Uniwersytecie w Canterbury (1997).  W 2000 roku, w ramach programu Socrates-Erasmus prowadziła wykłady na Uniwersytecie w Rennes.
Publikowała w wielu czasopismach polskich i zagranicznych m.in. w Czasopiśmie Prawno-Historycznym, Przeglądzie Zachodnim oraz w związanym z macierzystym wydziałem Ruchu Prawniczym, Ekonomicznym i Socjologicznym. Jest wiceprzewodniczącą Stowarzyszenia Instytut Zachodni. Członkini wielu towarzystw: Polskiego Towarzystwa Historycznego, Poznańskiego Towarzystwa Przyjaciół Nauk oraz Association Internationale d'Histoire Contemporaine.
Wielokrotnie nagradzana m.in. nagrodą indywidualną III stopnia Ministra Szkolnictwa Wyższego, Nauki i Techniki (1975), nagroda Instytutu Zachodniego i Ministra Edukacji (1989) oraz nagrodami rektora UAM za osiągnięcia dydaktyczno−organizacyjne. W 1990 roku została odznaczona Złotym Krzyżem Zasługi.

## Wybrane publikacje
- Ideologia liberalna w II Cesarstwie francuskim, Poznań 1978 (Seria: Prawo, wyd. UAM, ISSN 0083-4262, nr 77)
- Spory o istotę faszyzmu. Dzieje i krytyka, Poznań 1988, ISBN 83-232-0123-4
- Historia doktryn politycznych i prawnych, (współautorka wraz z H. Olszewskim) Poznań 1993, ISBN 83-900964-2-0
- Kompendium wiedzy o społeczeństwie, państwie i prawie, (współautorka i współred. z S. Wronkowską-Jaśkiewicz), Warszawa-Poznań 1993, ISBN 83-01-14135-2
- Leksykon historii powszechnej 1900-1945, (współautorka, red. S. Sierpowski i S. Żerko), Poznań 1996, ISBN 978-83-232-0712-2